# جشمة تشنار ياسوج (كاكان)
جشمة تشنار یاسوج (بالفارسية: چشمه چناریاسوج) هي قرية تقع في إيران في قسم کاکان الريفي. يقدر عدد سكانها بـ 78 نسمة بحسب إحصاء 2016.